# 宮本久也
宮本 久也（みやもと ひさや、1957年 - ）は、日本の教育者。全国高等学校長協会事務局長。元東京都立八王子東高等学校統括校長（第13代、2018年-2022年）、元東京都立西高等学校統括校長（第19代、2012年－2017年）、元全国高等学校長協会会長・現顧問。

## 来歴
和歌山県出身、和歌山県立那賀高等学校卒業。1980年に筑波大学第一学群人文学類（現：筑波大学人文・文化学群人文学類）卒業後、日本史の教員として都立高校の教壇に立つ。東京都教育庁指導部指導主事、同主任指導主事（高校改革担当）、都立学校教育部入学選抜担当副参事、指導部高等学校教育指導課長、指導企画課長などを経て、 2012年4月に東京都立西高等学校統括校長、2015年に全国高等学校長協会会長に就任（〜2018年3月）。全国普通科高等学校長協会理事長（2015年〜2018年）、中央教育審議会初等中等教育分科会臨時委員（2015年～2018年）、文部科学省高大接続システム改革会議委員（2015年2月〜2016年3月）など数々の審議会委員を兼任、2018年4月から東京都立八王子東高等学校統括校長。2023年４月より全国高等学校長協会事務局長。
兼任として、東京大学先端科学技術研究センター先端教育アウトリーチラボ（AEO）アドバイザー、三菱みらい育成財団アドバイザリーボードメンバー等を務める。

## 人物
- 西高校校長として、ハーバード・ビジネス・スクールでの授業体験や部活動重視の取り組みを通し、同校の人気を再燃させた[7]。

- 八王子東高校校長として、「探究」という独自の授業を始め、特色として打ち出している[8][9]。また、2019年6月より八王子市消費者教育推進会議の一員も務めている[10]。
- 大学入試改革では高校側を代表してしばしばシンポジウム等に登壇。マスコミにも発言が多く取り上げられた。特に、大学入学共通テストにおける記述式の導入や、英語民間試験の導入について、高校現場から問題提起をした。[2][11][12][13][14][15]。

## 主張
- センター試験に変わる「大学入学共通テスト」について「これからの時代に求められる力を問う内容で意欲的だが、記述式問題を導入するとなると、様々な問題がある」と述べ、問題点として採点方法やコスト、採点基準の公平性等を挙げている。また、新テスト対策の授業によって学校行事や部活動が犠牲になり、社会性や協調性を育てる「高校のもう一つの役割」が疎かになるのではないかと述べている[11]。
- 2019年10月21日に全国高等学校長協会が開催した緊急シンポジウム「英語4技能の民間資格試験は混乱なく実施できるのか」では司会を務め「さまざまなことが分からない時点で実施された文科省の人数調査を、現場は『あてにならない』と考えている」と大学入学共通テストにおける英語民間試験の活用について懸念を表明した[14][15]。

## 著作

### 書籍
- 共著『検証 迷走する英語入試』岩波ブックレット、2018年6月。ISBN 9784002709840。
- 共著『変革期の大学入試』金子書房、2020年6月、ISBN 978-4-7608-6103-3
- 共著『再考　大学入試改革の論理』金子書房、2023年5月。ISBN 978-4-7608-6108-8

### 論文
- 宮本久也『コロナ禍における高等学校の教育活動　都立八王子東高校の実践を中心に』日本教育学会大會研究発表要項、80巻 （2021）、p.155-156